# James William Tutt
Pour les articles homonymes, voir Tutt.
James William Tutt est un entomologiste britannique, né en 1858 à Strood dans le Kent et mort en 1911.

## Travaux
Ce professeur était un darwinien convaincu.
Pour le généticien William Bateson, Tutt a posé les fondations de l'étude génétique des lépidoptères.
Il est l’auteur de plus de 900 articles et d'une vingtaine de livres, dont les principaux sont J.W.Tutt's British moths paru en 1896, de The British Noctuae and their Varieties (1891-1892) et de Natural History of the British Lepidoptera (1890-1911).
En 1890, il a fondé The Entomologist's  Record and Journal of Variation qui a paru jusqu'à sa mort en 1911. Le dernier numéro daté de Mai 1911 est consacré à sa vie et son œuvre avec la collaboration de 26 personnes dont Edward Bagnall Poulton et William Bateson.
Pour le centenaire de la publication de J.W.Tutt's British moths est paru Natural selection and evolution in moths : homage to J.W.Tutt.